# Ursula Grobler
Ursula Grobler (Pretoria, 6 de febrero de 1980) es una deportista sudafricana que compitió en remo. Aparte de su país natal, también compitió bajo la bandera de Estados Unidos.
Ganó dos medallas en el Campeonato Mundial de Remo, en los años 2010 y 2015. Participó en los Juegos Olímpicos de Río de Janeiro 2016, ocupando el quinto lugar en la prueba de doble scull ligero.

## Palmarés internacional
| Representando a Estados Unidos |                           |                   |                     |
| Campeonato Mundial             |                           |                   |                     |
| Año                            | Lugar                     | Medalla           | Prueba              |
| 2010                           | Cambridge (Nueva Zelanda) | Medalla de plata  | Cuatro scull ligero |
| Representando a Sudáfrica      |                           |                   |                     |
| Campeonato Mundial             |                           |                   |                     |
| Año                            | Lugar                     | Medalla           | Prueba              |
| 2015                           | Aiguebelette (Francia)    | Medalla de bronce | Doble scull ligero  |